# Wigilijne Dzieło Pomocy Dzieciom

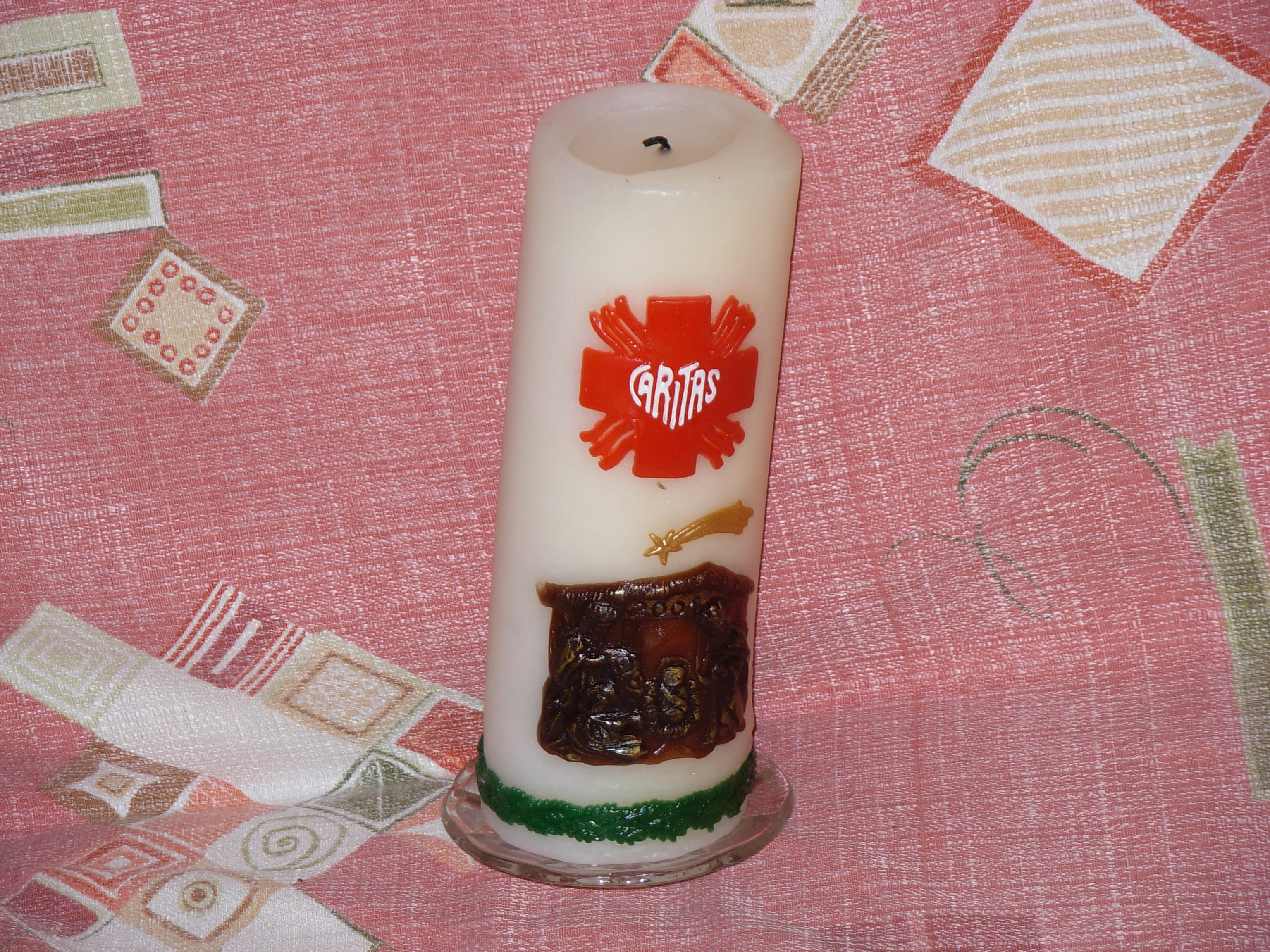
Wigilijna świeca Caritas, którą rozprowadza się w parafiach w okresie adwentu

Wigilijne Dzieło Pomocy Dzieciom – coroczna ogólnopolska akcja charytatywna organizowana przez katolicką Caritas, ewangelicką Diakonię i prawosławną Eleos. Zbiera pieniądze na rzecz dzieci m.in. poprzez rozprowadzanie wigilijnych świec i zachęcaniu do wysyłania specjalnych wiadomości SMS. 

## Historia
Twórcą ogólnopolskiej akcji Caritas „Wigilijnego Dzieła Pomocy Dzieciom” jest ks. Marian Subocz, ówczesny dyrektor Caritas Polska. Pomysł zrodził się na zebraniu księży dyrektorów Caritas diecezjalnych w Rusinowicach, w 1994 roku. Początkowo, jeszcze w 1993 roku akcja nosiła nazwę „Bożonarodzeniowa Świeca Caritas”. Symbolem akcji była świeca z napisem Caritas – miała ona stać na wigilijnym stole, przy dodatkowym nakryciu i wyrażać gotowość domowników do przyjęcia Chrystusa w każdym, kto wymaga pomocy. W tym samym, 1994 roku postanowiono, że dochód ze sprzedaży świec przeznaczony zostanie na pomoc dzieciom, zwłaszcza na sfinansowanie dożywiania w szkołach. Inicjatywa spotkała się z wielkim odzewem wiernych. Łącznie rozprowadzono 260 tys. świec, ale zapotrzebowanie było dużo większe. Na zebraniu dyrektorów Caritas diecezjalnych w 1995 roku postanowiono, że projekt będzie kontynuowany pod nazwą WDPD. W promocję zaangażowały się  środki społecznego przekazu – krajowe i lokalne. W roku 1996 postanowiono o przeznaczeniu 10 groszy z każdej rozprowadzonej świecy na projekty pomocowe dla dzieci żyjących w najuboższych krajach świata, realizowane bezpośrednio przez Caritas Polska. W tym samym roku w WDPD włączyli się harcerze z ZHP prowadzący w Polsce akcję przekazywania Betlejemskiego Światła Pokoju. Światło zapalane w grocie Narodzenia Pańskiego, a wraz z nim wigilijna świeca Caritas, docierała m.in. do Prymasa Polski, Prezesa Rady Ministrów, Prezydenta RP, Sejmu i Senatu. Rok jubileuszowy 2000 – pierwsze ekumeniczne WDPD z udziałem Kościoła Prawosławnego i Ewangelicko-Augsburskiego w RP. 
W 2003 roku, a więc podczas dziesiątej edycji WDPD w całym kraju rozprowadzono ponad 4,5 mln świec.

## Idea
Świece rozprowadzane są w parafiach za kwotę 5 lub 12 zł, będącą wsparciem dla akcji krajowych i zagranicznych prowadzonych w ramach WDPD. Po odliczeniu kosztów związanych z produkcją i dystrybucją świec, pozostające środki są dzielone częściowo na potrzeby Caritas w danej parafii a częściowo na Caritas w danej diecezji.